# Pliva
Pliva d.o.o je farmacevtsko podjetje s sedežem v Zagrebu na Hrvaškem, ki primarno proizvaja in prodaja generična zdravila. Je hčerinsko podjetje izraelskega farmacevtskega koncerna Teva Pharmaceuticals.
Pliva je svetovna proizvajalka generičnega zdravila proti motnji pozornosti s hiperaktivnostjo Adderall.

## Zgodovina
Podjetje Pliva je bilo ustanovljeno leta 1921, z združitvijo Plibah-Bannat, inštituta za proizvodnjo bioloških in kemičnih zdravil, ter karlovškega podjetja Kaštel, d.d. Leto 1935 je v plivi zaznamoval začetek proizvodnje sulfonamidov, leto 1959 pa se je začela proizvodnja vitamina B6 in antibiotika oksitetraciklina.  
Leta 1980 je skupina Plivinih raziskovalk Gabrijela Kobrehel, Gorjana Radobolja-Lazarevski in Zrinka Tamburašev pod vodstvom dr. Slobodana Đokića odkrila azitromicin in ga leta 1988 lansirala pod svojo blagovno znamko Sumamed na tržiščih vzhodne Evrope.
Junija 2002 je družba za 152,9 milijona dolarjev kupila podjetje Sidmak, v istem mesecu pa je odstopil tudi glavni finančni direktor Željko Perić. 
Med letoma 2004 in 2005 je podjetje dobilo dovoljenje Uprave za hrano in zdravila za prodajo trospijevega klorida in generičnih različic eritropoetina, azitromicina, citaloprama ter ondansetrona.
Oktobra 2006 je Plivo kupila ameriška družba Barr Pharmaceuticals.
23. decembra 2008 je podjetje Barr Pharmaceuticals postal del podjetja Teva Pharmaceuticals, in s tem je Pliva postala del Teva Active Pharmaceutical Ingredients (TAPI).

## Nefarmacevtski programi
Pliva d.o.o. ne proizvaja le farmacevtske izdelke, ampak je razvijala in tržila tudi vrsto izdelkov, ki ne spadajo neposredno v farmacevtski sektor. Med temi izdelki so:
- Napitek Cedevita - formulo je za farmacevtsko družbo Pliva sestavil njihov zaposleni, magister farmacije Martin Stanković. Cedevita, ki jo oglašujejo kot multivitaminski napitek, je bila na začetku na voljo le v znameniti oranžni barvi (z okusom pomaranče).[14]
- Kvasac, Veterina, kozmetika Neva, prehrana Vivera[3]
- storitvena družba Adria[3]